# 덴마크 공주 마르가레트

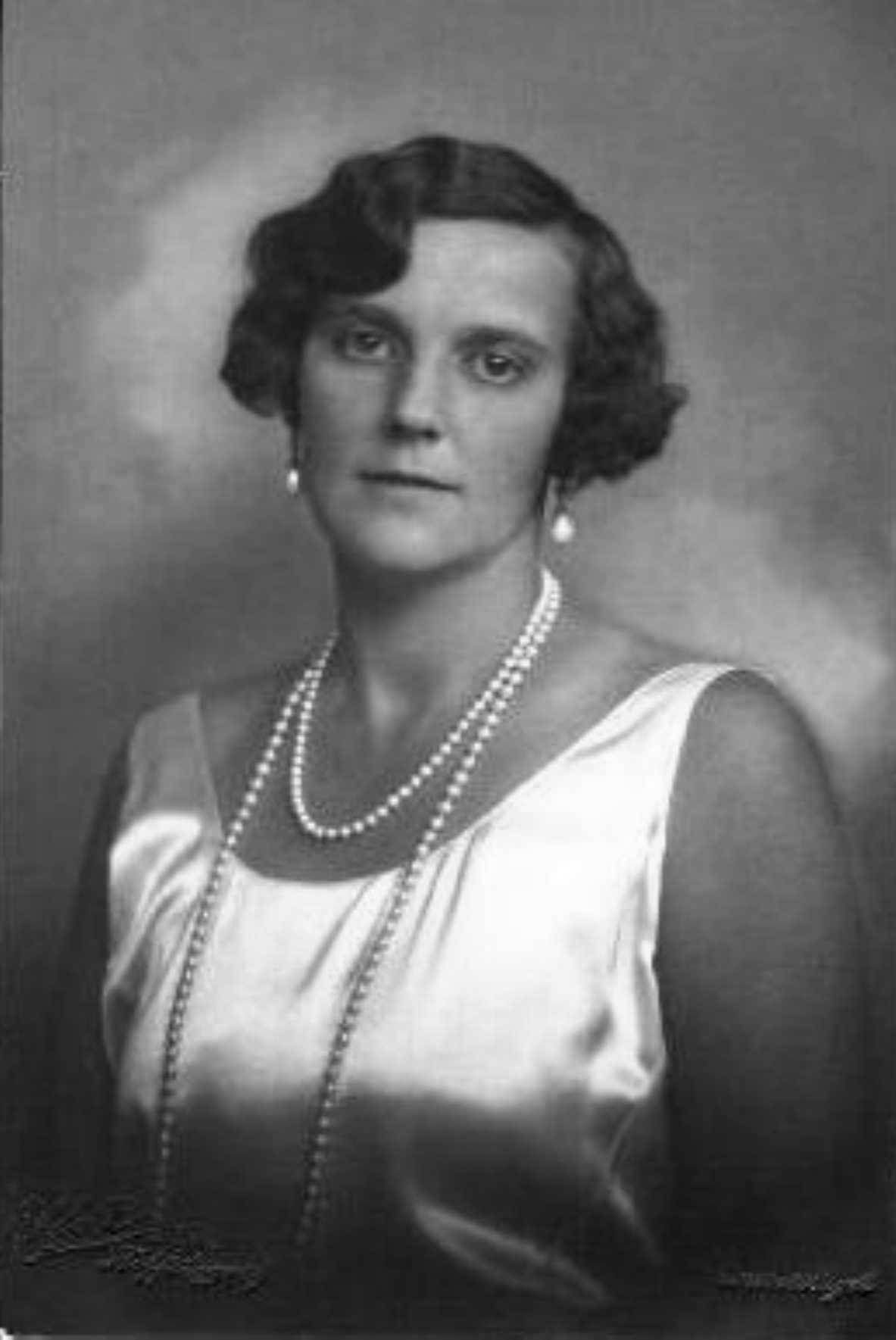
덴마크 공주 마르가레트

덴마크 공주 마르가레트(Princess Margaret of Denmark, 1895년 9월 17일 ~ 1992년 9월 18일)는 출생한 덴마크의 공주이자 부르봉파르마의 르네의 아내인 부르봉파르마의 왕자빈이었다. 그녀는 덴마크의 크리스티안 9세의 막내 손녀였다.